# Newell Weed
Newell Weed fue un deportista estadounidense que compitió en vela en la clase Star. Ganó una medalla de oro en el Campeonato Mundial de Star de 1930.

## Palmarés internacional
| Campeonato Mundial | Campeonato Mundial                   | Campeonato Mundial | Campeonato Mundial |
| Año                | Lugar                                | Medalla            | Clase              |
| ------------------ | ------------------------------------ | ------------------ | ------------------ |
| 1930               | Bahía de Chesapeake (Estados Unidos) | Medalla de oro     | Star               |